# Friedhöfe vor dem Halleschen Tor

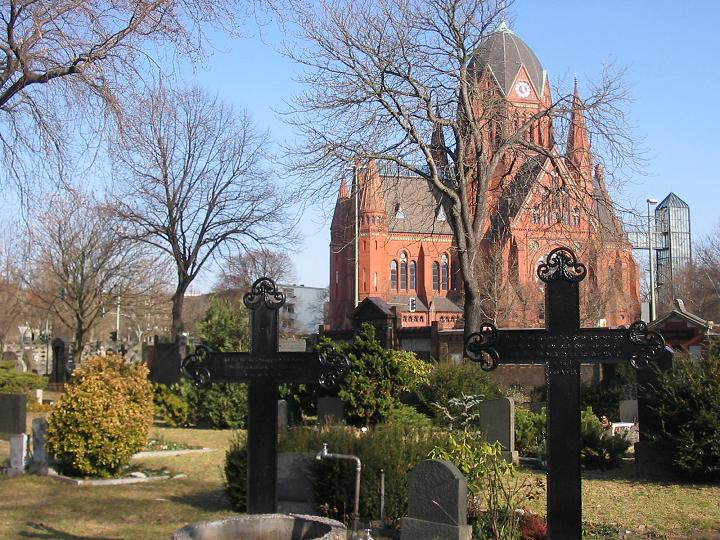
Cemitério com a Heilig-Kreuz-Kirche na Zossener Straße

Friedhöfe am Halleschen Tor são um grupo de cemitérios localizados na Hallesches Tor, no bairro Kreuzberg de Berlim, entre a Mehringdamm e a Zossener Straße.

## Localização

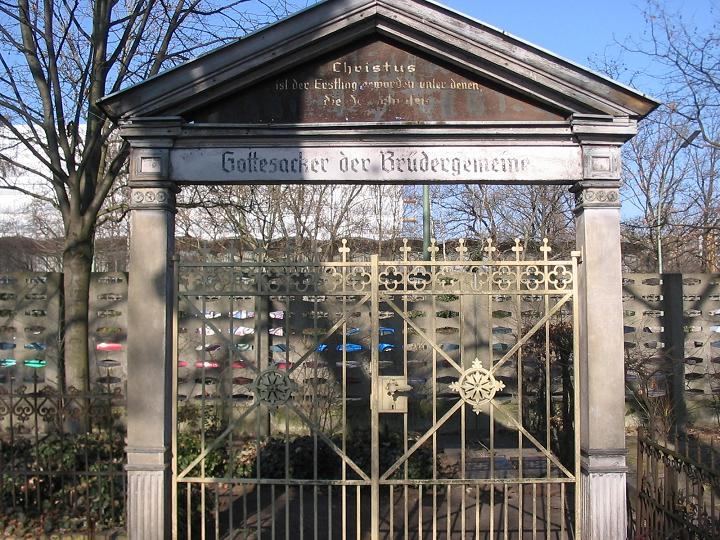
Antigo portal "Gottesacker der Brüdergemeine"

Mapa do cemitério

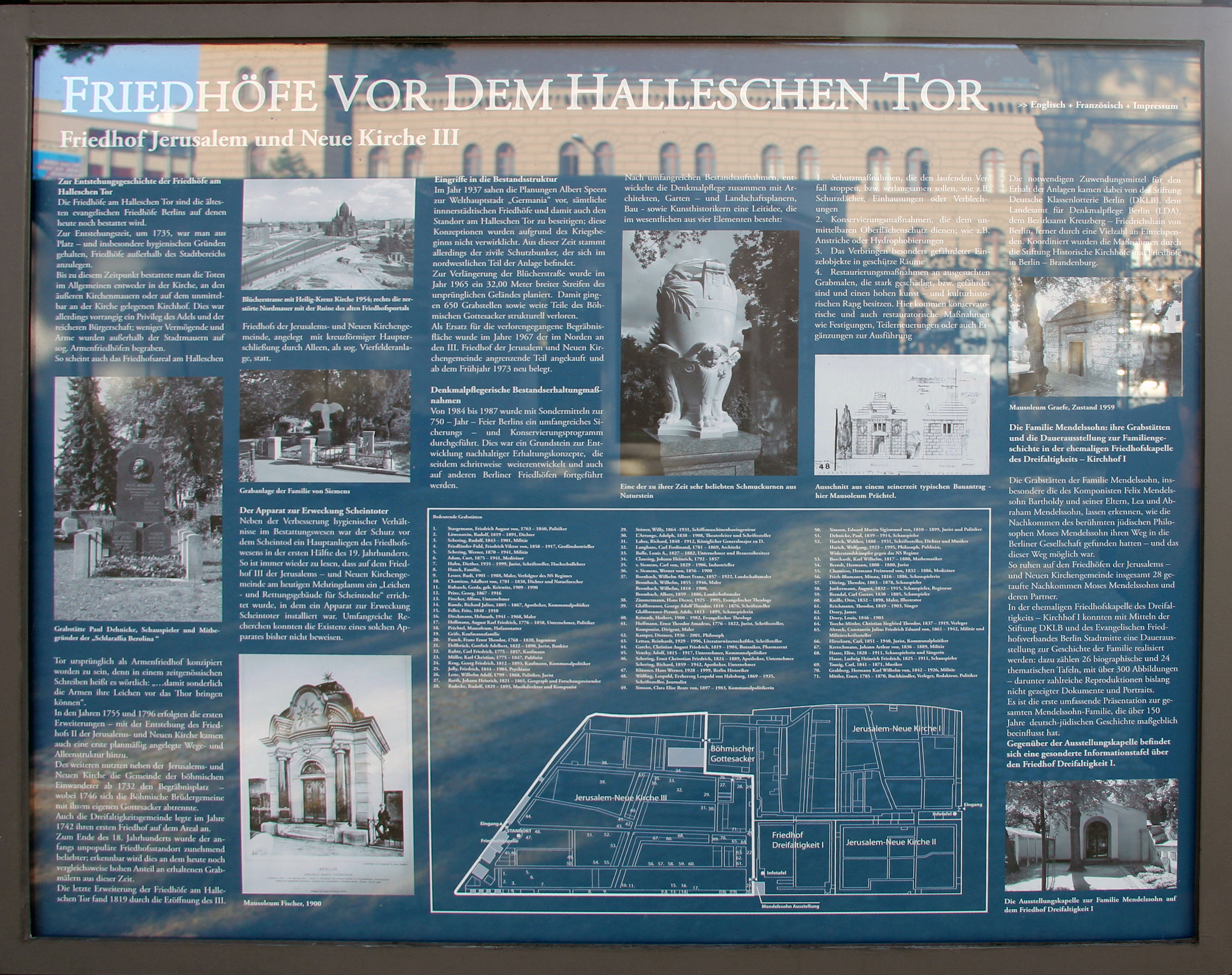
Placa comemorativa

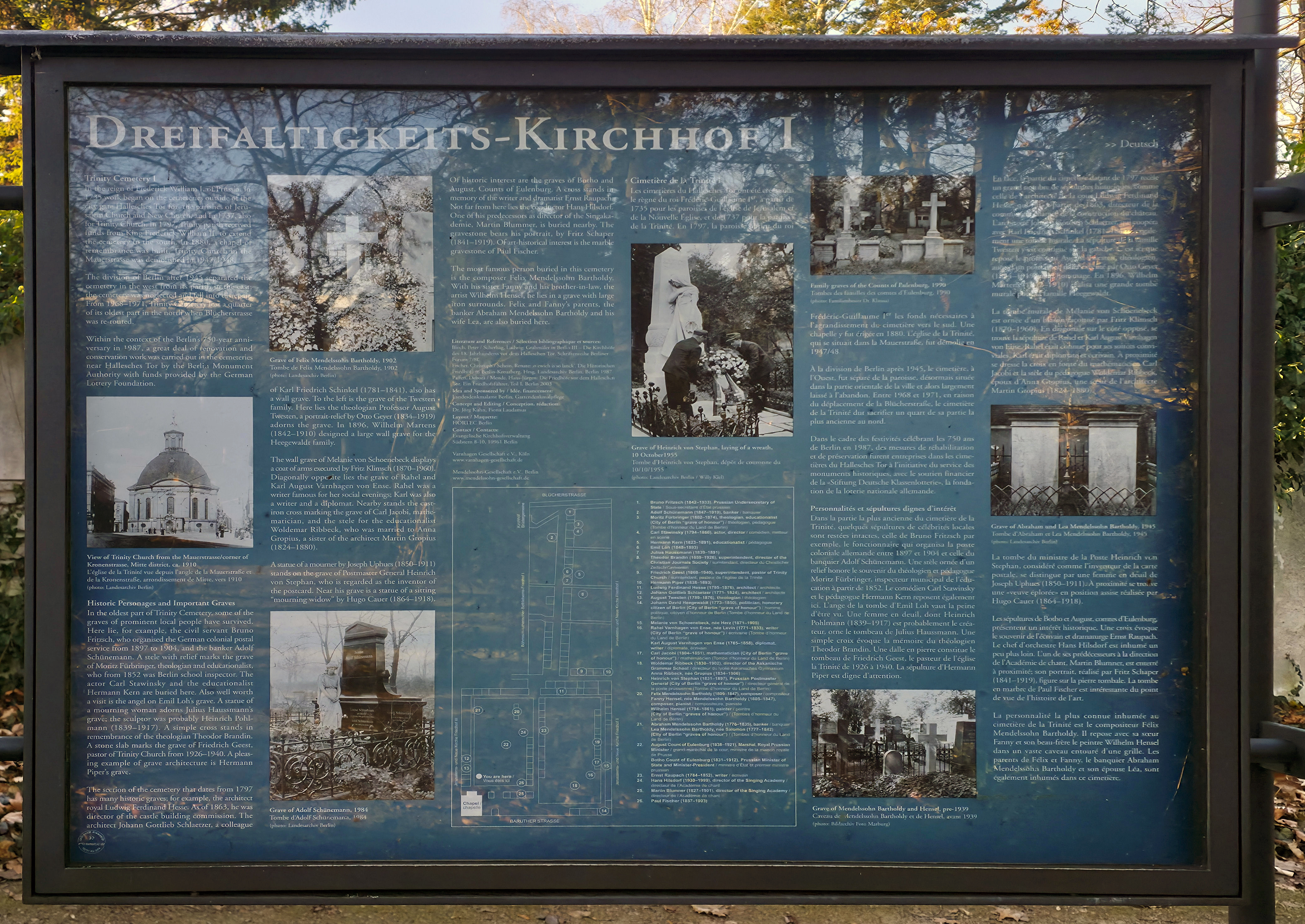
Placa comemorativa no Cemitério da Santíssima Trindade I

Trata-se aqui de diversos cemitérios, estabelecidos desde o início do século XVIII, na época ainda fora dos muros da cidade, o Berliner Zollmauer:
- Cemitérios I, II e III das comunidades da Igreja de Jerusalém e Nova Comunidade da Igreja
- Cemitério I da Igreja da Santíssima Trindade
- Cemitério da Comunidade de Belém ou da Boêmia
- Cemitério da Irmandade de Berlim (Igreja dos Irmãos Morávios, 1826)

## Sepulturas

### Cemitério I das comunidades da Igreja de Jerusalém e Nova Comunidade da Igreja
- Arthur Auwers (1838–1915), astrônomo
- Ernst Balcke  (1887–1912), escritor
- Karl Friedrich Becker (1777–1806), historiador
- Hermann Blankenstein (1829–1910), arquiteto, sepultura honorária
- Friedrich Wilhelm Georg Büxenstein (1857–1924), empresário, sepultura honorária
- Paulus Stephanus Cassel (1821–1892), teólogo, publicista
- Christian Andreas Cothenius (1708–1789), médico particular de Frederico II da Prússia
- Robert Dohme (1845–1893), bibliotecário, historiador da arte, sepultura honorária
- Franz Duncker (1822–1888), editor, político, sepultura honorária
- Carl Friedrich Christian Fasch (1736–1800), compositor, músico, fundador da Sing-Akademie zu Berlin, sepultura honorária
- August Fuhrmann (1844–1925), fotógrafo, inventor, sepultura honorária
- Friedrich Gustav Gauß (1829–1915), geodesista, sepultura honorária
- Hans Goldschmidt (1861–1923), químico, industrial
- Oskar Huth (1918–1991), pintor, gráfico, sepultura honorária
- Wilhelm Kahl (1849–1932), jurista, político, sepultura honorária
- Friedrich Wilhelm Jähns (1809–1888), músico, compositor, historiador da música
- Georg von Knobelsdorff (1699–1753), arquiteto, pintor, sepultura honorária
- Franz Krolop (1839–1897), cantor
- Eduard Lürssen (1840–1891), escultor
- Franz von Mendelssohn (der Ältere) (1829–1889), banqueiro
- Franz von Mendelssohn (der Jüngere) (1865–1935), banqueiro, jurista, sepultura honorária
- Johann Carl Wilhelm Moehsen (1722–1795), médico particular de Frederico II da Prússia
- August Neander (1789–1850), teólogo, historiador, sepultura honorária
- Peter Simon Pallas (1741–1811), história natural, médico, sepultura honorária
- Ludwig Passini (1832–1903), pintor
- Antoine Pesne (1683–1757), pintor da corte prussiana, sepultura honorária
- Gustav Pressel (1827–1890), teólogo, compositor, escritor
- Amalie Schramm (1826–1907), cantora, atriz
- Anna Schramm (1835–1916), cantora, atriz
- Siegfried Schürenberg (1900–1993), ator, dublador
- Paul Taglioni (1808–1884), dançarino, coreógrafo, diretor de ballet
- Wilhelm Taubert (1811–1891), compositor, dirigente
- Carl Friedrich Otto Westphal (1833–1890), neurologista, psiquiatra
- Julius Worpitzky (1835–1895), matemático
- August Zillmer (1831–1893), matemático

### Cemitério I da Comunidade da Santíssima Trindade

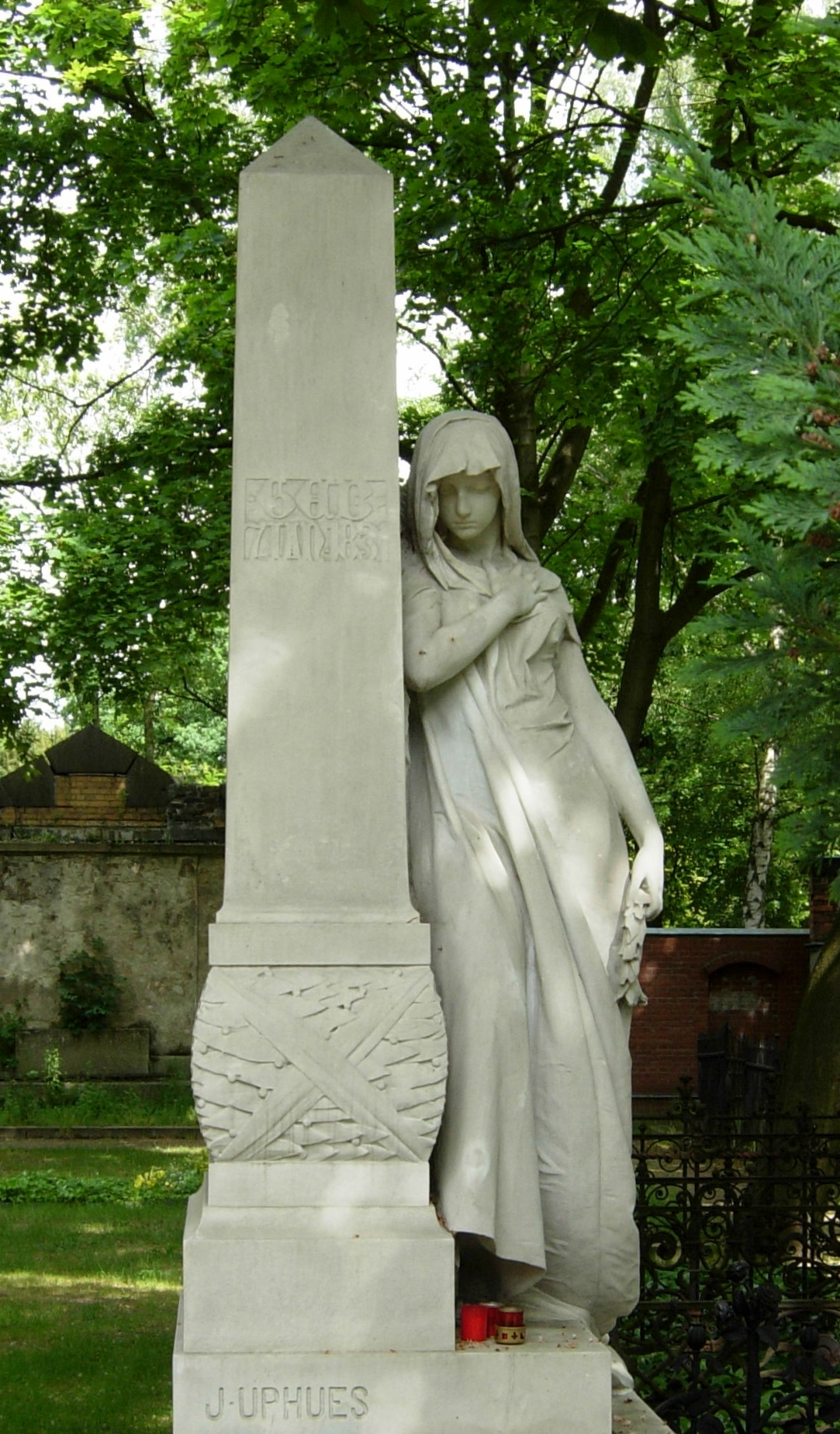
Sepultura de Heinrich von Stephan com escultura de Joseph Uphues

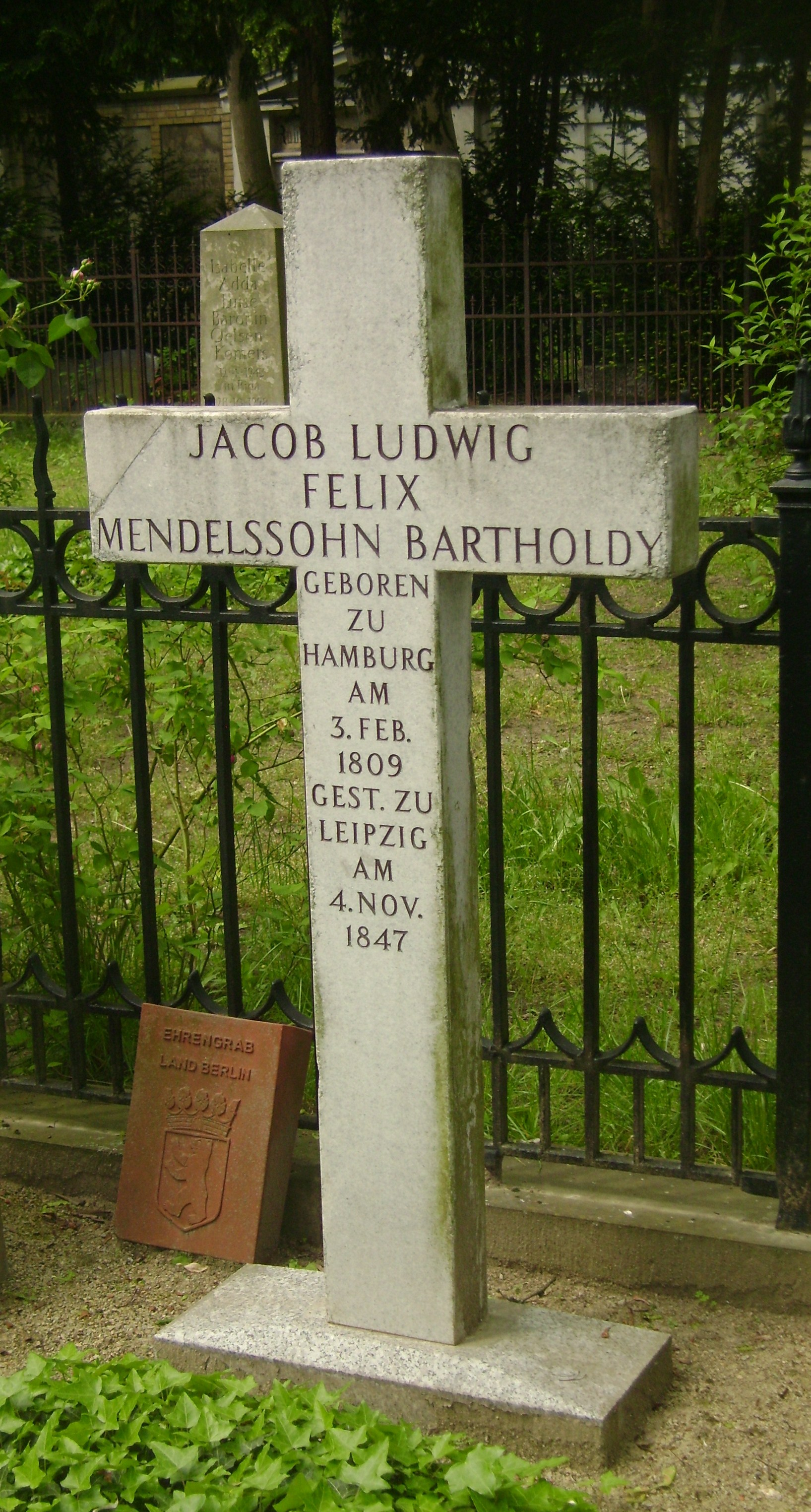
Sepultura de Felix Mendelssohn Bartholdy

- Martin Blumner (1827–1901), compositor, dirigente, diretor da Sing-Akademie zu Berlin
- Hans Adolf von Bülow (1857–1915), diplomata
- August zu Eulenburg (1838–1921), ministro da casa real
- Botho zu Eulenburg (1831–1912), ministro-presidente prussiano, ministro do interior
- Moritz Fürbringer (1802–1874), teólogo e pedagogo, sepultura honorária
- Adolf Gusserow (1836–1906), ginecologista
- Johann David Heegewaldt (1773–1850), político comunal, sepultura honorária
- Fanny Hensel, geb. Mendelssohn (1805–1847), compositora e pianista, sepultura honorária
- Sebastian Hensel (1830–1898), empresário e escritor, sepultura honorária
- Wilhelm Hensel (1794–1861), pintor, sepultura honorária
- Ludwig Ferdinand Hesse (1795–1876), mestre construtor e pintor
- Hans Hilsdorf (1930–1999), dirigente, compositor, diretor da Sing-Akademie zu Berlin
- Heinrich Hofmann (Komponist) (1842–1902), compositor, pianista
- Carl Gustav Jakob Jacobi (1804–1851), matemático, sepultura honorária
- Emilie Mayer (1812–1883), compositora
- Abraham Mendelssohn Bartholdy (1776–1835), banqueiro, político comunal, sepultura honorária
- Felix Mendelssohn Bartholdy (1809–1847), compositor, sepultura honorária
- Lea Mendelssohn Bartholdy (1777–1842), incentivadora da música e da cultura, sepultura honorária
- Paul Mendelssohn-Bartholdy (1812–1874), banqueiro
- Ernst Raupach (1784–1852), escritor, dramático
- Woldemar Ribbeck (1830–1902), filólogo clássico e diretor ginasial
- August Sabac el Cher (ca. 1836–1885, sepultura não mais existente), criado de quarto de Alberto da Prússia (1809–1872)
- Helma Sanders-Brahms (1940–2014), diretora de cinema
- Heinrich von Stephan (1831–1897), diretor geral dos correios, sepultura honorária
- August Detlef Christian Twesten (1789–1876), teólogo
- Carl Twesten (1820–1870), funcionário público e político
- Karl August Varnhagen von Ense (1785–1858), diplomata, escritor
- Rahel Varnhagen von Ense (1771–1833), escritora, sepultura honorária
- Tamara Wyss (1950–2016), diretora de cinema

### Cemitério da Comunidade de Belém ou da Boêmia

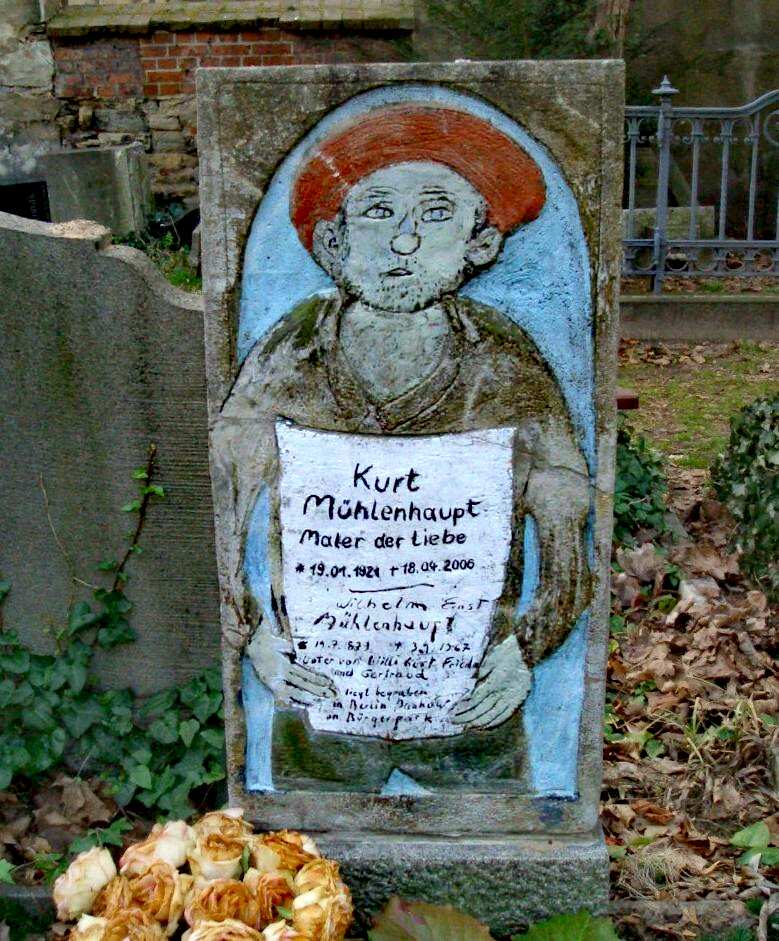
Sepultura de Kurt Mühlenhaupt, obra do mesmo

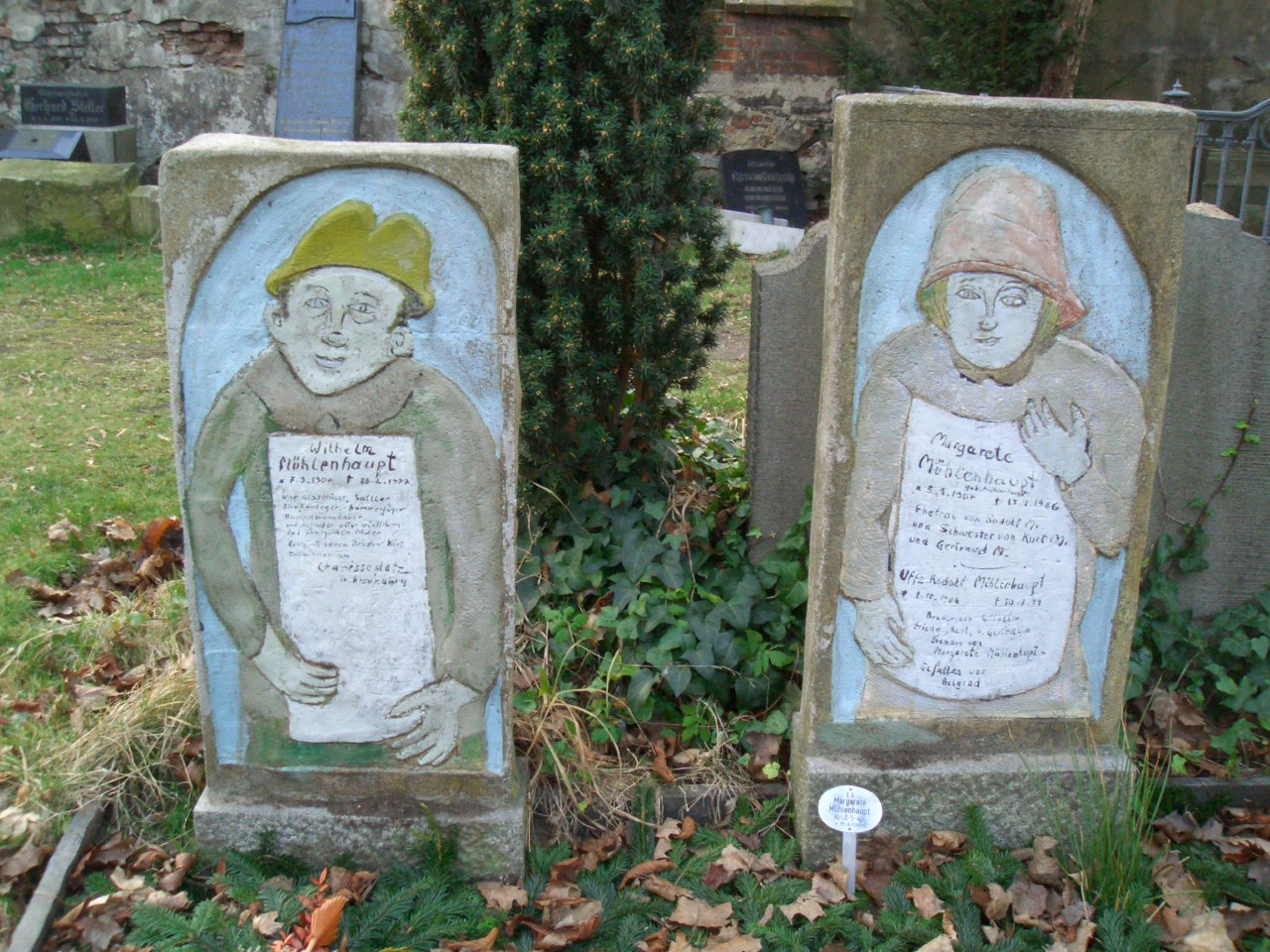
Sepulturas por Kurt Mühlenhaupt para seus irmãos Wilhelm e Margarete

- Otto Georg Bogislaf von Glasenapp (1853–1928), vice-presidente do Reichsbank
- Johannes Evangelista Goßner (1773–1858), teólogo, poeta religioso
- Max Jähns (1837–1900), historiador militar
- Johannes Jaenicke (1748–1827), pregador
- Gustav Knak (1806–1878), teólogo
- Martin Meyer-Pyritz (1870–1942), escultor
- Kurt Mühlenhaupt (1921–2006), pintor, escultor, escritor
- Wilhelm Mühlenhaupt (1907–1977), artista
- Johannes Schenk (1941–2006), escritor

### Cemitério II da Comunidade de Belém ou da Boêmia
- Carl Bennewitz von Loefen der Ältere (1826–1895), pintor de paisagens rupestres
- Friederike Bethmann-Unzelmann (1760–1815), atriz, cantora
- Georg von Caro (1849–1913), empresário
- Edwin von Drenkmann (1826–1904), jurista
- Johann Franz Encke (1791–1865), astrônomo, primeiro diretor do novo Observatório de Berlim, sepultura honorária
- Ferdinand Fleck (Schauspieler) (1757–1801), ator
- David Gilly (1748–1808), arquiteto, sepultura honorária
- Albrecht von Graefe (1828–1870), médico, professor de oftalmologia, sepultura honorária
- Karl von Graefe (1787–1840), médico
- Heinrich Dietrich von Grolman (1740–1840), jurista
- Wilhelm Heinrich von Grolman (1781–1856), presidente da Kammergericht
- Ernst Ludwig Heim (1747–1834), médico, sepultura honorária
- Karl Helmerding (1822–1899), ator
- Wilhelm Herbig (1787–1861), pintor, sepultura honorária
- Henriette Herz (1764–1847), literata, sepultura honorária
- Heinrich Albert Hofmann (1818–1880), editor, diretor de teatro
- Peter Wilhelm Hossbach (1784–1846), teólogo
- Theodor Hossbach (1834–1894), teólogo
- August Wilhelm Iffland (1759–1814), ator, diretor de teatro, poeta, sepultura honorária
- Heinrich Wilhelm Krausnick (1797–1882), prefeito de Berlim, sepultura honorária
- Charlotte Leubuscher (1888–1961), cientista social
- Rudolf Leubuscher (1821–1861), médico, patologista, psicólogo
- Emil Gustav Lisco (1819–1887), teólogo, pregador
- Hermann Lisco (1850–1923), jurista, político
- Guido von Madai (1810–1892), funcionário público, chefe de polícia em Frankfurt am Main e Berlim
- Artur Märchen (1932–2002), artista do grupo dos Berliner Malerpoeten
- Samuel Marot (1770–1865), teólogo, padre da "Neue Kirche", sepultura honorária
- Bernhard Naunyn (1839–1925), pesquisador do câncer, sepultura honorária
- Franz Christian Naunyn (1799–1860), político comunal, prefeito
- Hermann von Soden (1852–1914), teólogo
- Karl Leopold Adolf Sydow (1800–1882), teólogo
- Emil Taubert (1844–1895), pedagogo, filólogo, escritor
- Friedrich Unzelmann (1797–1854), escultor em madeira, sepultura honorária
- Robert Wilms (1840–1880), médico, médico-chefe do Krankenhaus Bethanien

### Cemitério III das comunidades da Igreja de Jerusalém e Nova Comunidade da Igreja

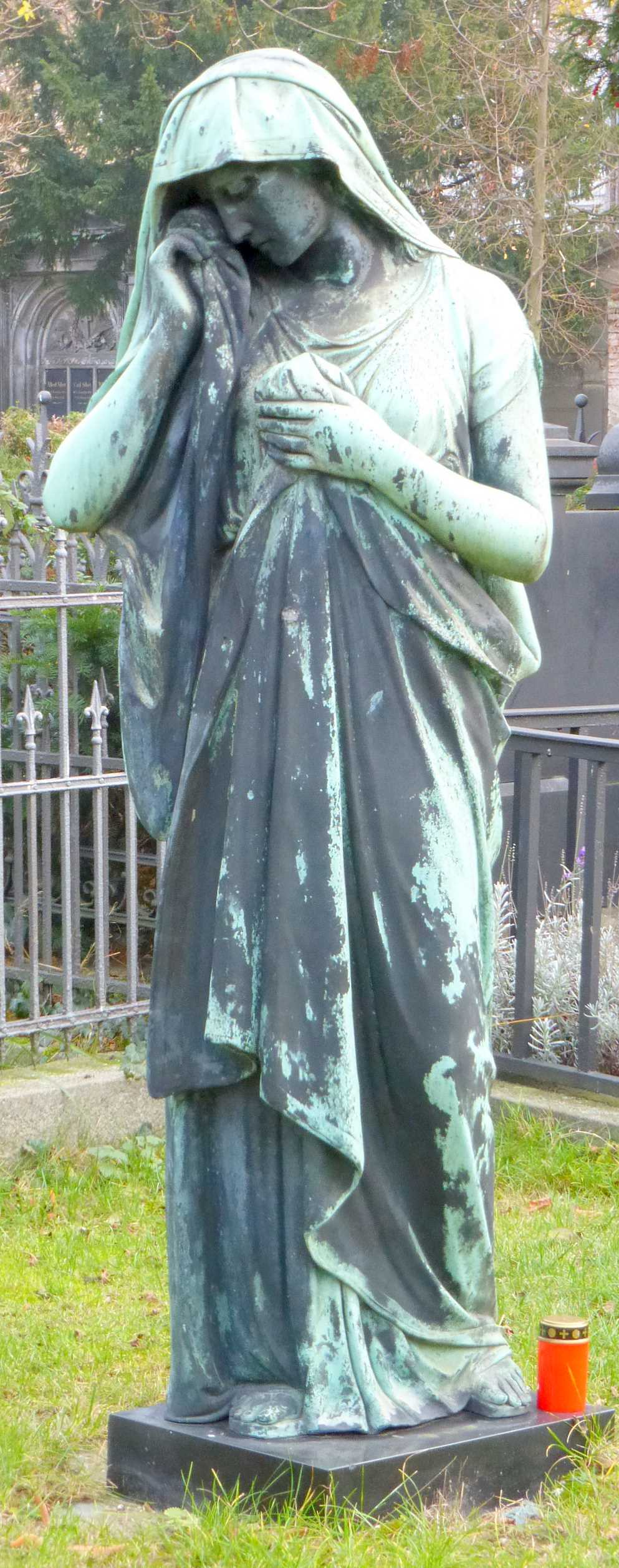
Estátua de bronze

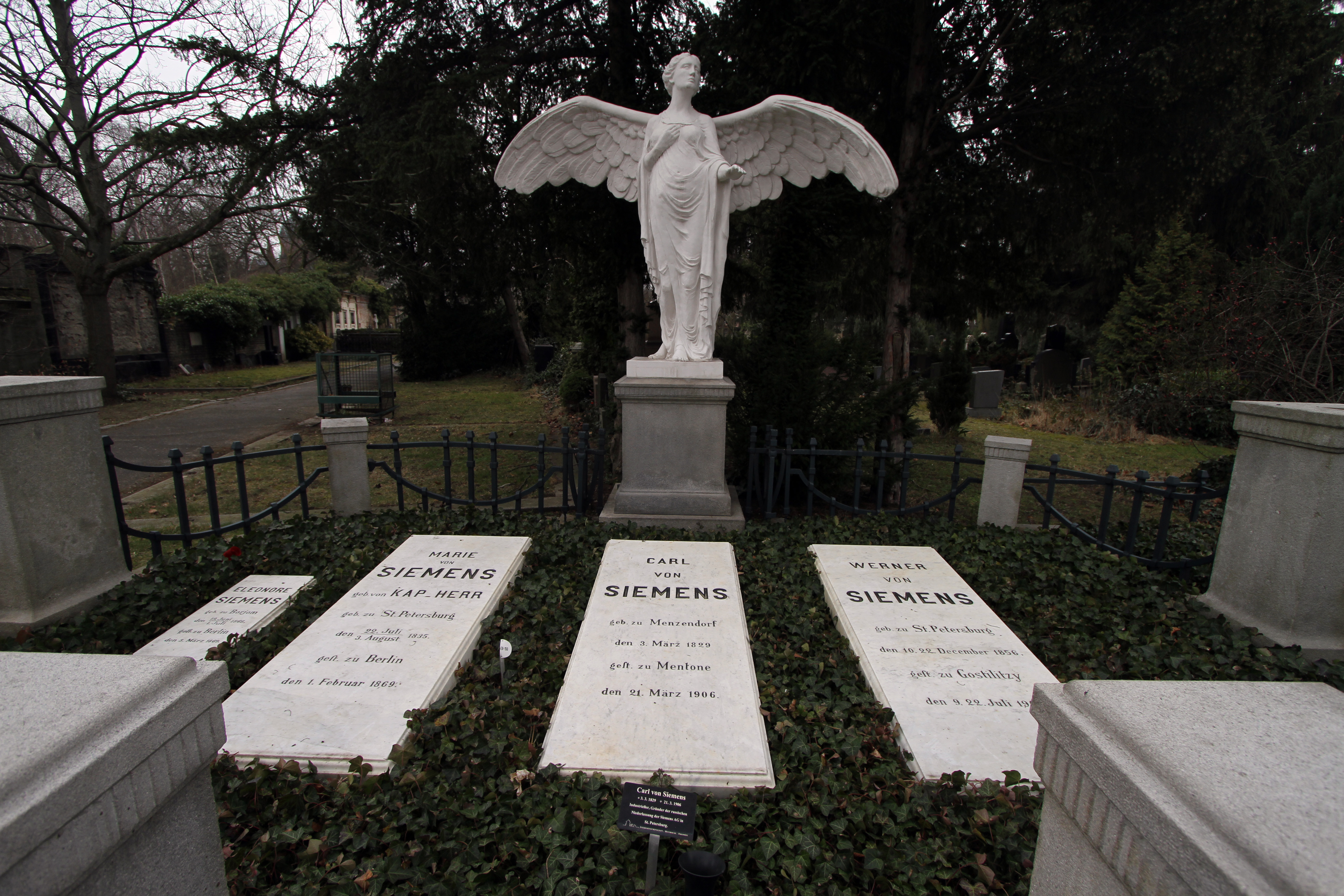
Carl von Siemens

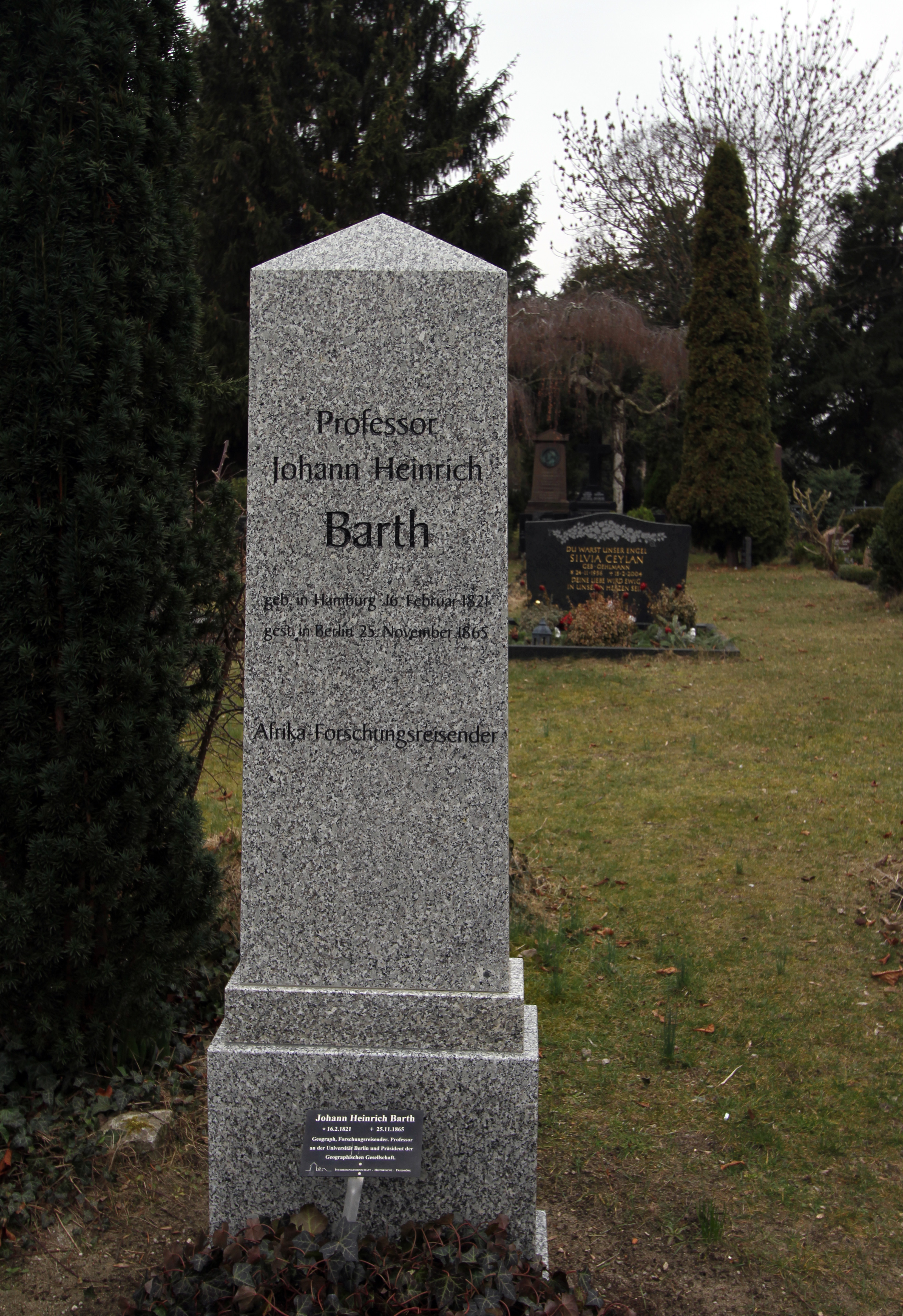
Johann Heinrich Barth

- Adolph L’Arronge (1838–1908), escritor, crítico, diretor de teatro, dirigente
- Johann Jacob Baeyer (1794–1885), geodesista
- Heinrich Barth (1821–1865), geógrafo, arqueólogo, sepultura honorária
- Karl Gustav Berndal (1830–1885), ator
- Carl Wilhelm Borchardt (1817–1880), matemático
- Adelbert von Chamisso (1781–1838), poeta, história natural, sepultura honorária
- Paul Dehnicke (1839–1914), ator, Schlaraffe ("Adonis der Einzige")
- Adelbert Delbrück (1822–1890), jurista, banqueiro, sepultura honorária
- Ludwig Delbrück (1860–1913), banqueiro
- Theodor Döring (1803–1878), ator
- Carl Friedrich Wilhelm Duncker (1781–1869), livreiro, editor
- Minona Frieb-Blumauer (1816–1886), atriz, cantora
- Fritz von Friedländer-Fuld (1858–1917), grande industrial
- Christian August Friedrich Garcke (1819–1904), botânico, sepultura honorária
- Adolf Glaßbrenner (1810–1876), escritor, sepultura honorária
- Walther Harich (1888–1931), escritor, historiador da literatura
- Wolfgang Harich (1923–1995), filósofo, publicista
- E. T. A. Hoffmann (1776–1822), escritor, compositor, dirigente, pintor, sepultura honorária
- Friedrich Jolly (1844–1904), psiquiatra
- August Junkermann (1832–1915), ator
- Dietmar Kamper (1936–2001), filósofo
- Otto Knille (1832–1898), pintor, ilustrador
- Carl Ferdinand Langhans (1781–1869), arquiteto
- Rudi Lesser (1901–1988), pintor
- Reinhard Lettau (1929–1996), escritor
- Wilhelm Adolf Lette (1799–1868), político social, jurista
- Rudolf Löwenstein (1819–1891), escritor
- Ernst Siegfried Mittler (1785–1870), editor, redator, político comunal
- Marie von Olfers (1826–1924), pintora, poetisa
- Rudolf Radecke (1829–1893), compositor, dirigente de coral, pedagogo da música
- Theodor Reichmann (1849–1903), cantor
- Emil von Rußdorf (1813–1868), médico, político, autor
- Ernst Christian Friedrich Schering (1824–1889), farmacêutico, empresário
- Richard Schering (1859–1942), farmacêutico e empresário
- Rudolf Schering (1843–1901), oficial da marinha, vice-almirante
- Paul von Schwabach (1867–1938), banqueiro, historiador
- Carl von Siemens (1829–1906), industrial
- Clara von Simson (1897–1983), política, sepultura honorária
- Eduard von Simson (1810–1899), jurista, político, sepultura honorária
- Friedrich August von Staegemann (1763–1840), político, sepultura honorária
- Willy Stöwer (1864–1931), pintor da marinha
- Carl Tausig (1841–1871), pianista, compositor, pedagogo da música
- Leopold Wölfling (1869–1935), escritor, jornalista

### Outras sepulturas
- Julius Weidner, escultor em bronze
- Heinrich Wilken (Schriftsteller), autor de comédia